# Ґутовець
Ґутовець (пол. Gutowiec, нім. Gutenwirt) — село в Польщі, у гміні Черськ Хойницького повіту Поморського воєводства.
У 1975-1998 роках село належало до Бидгощського воєводства.